# Manfred Wolf (Fußballspieler)
Manfred Wolf (* 13. Januar 1949) ist ein ehemaliger deutscher Fußballspieler.

## Werdegang
Der Mittelfeldspieler Wolf begann seine Profikarriere in der Saison 1968/69 beim Regionalligisten Preußen Münster und erzielte für diesen bis 1973 vier Tore in 85 Spielen. In der Saison 1973/74 spielte Wolf für den TuS Neuendorf in der seinerzeit zweitklassigen Regionalliga Südwest.
Im Sommer 1974 wechselte Wolf zu Arminia Bielefeld in die 2. Bundesliga. Mit den Bielefeldern wurde Wolf in der Saison 1976/77 Vizemeister hinter dem FC St. Pauli. In den folgenden Aufstiegsspielen traf die Arminia auf den TSV 1860 München, wo beide Mannschaften ihre Heimspiele jeweils mit 4:0 gewinnen konnten. Im Entscheidungsspiel setzten sich die Münchener dann durch. In der folgenden Saison 1977/78 wurde Wolf mit der Arminia Meister. Den Aufstieg in die Bundesliga machte er jedoch nicht mehr mit, da er die Bielefelder Alm zu dem Zeitpunkt verließ. In 113 Zweitligaspielen für Arminia Bielefeld erzielte Manfred Wolf 15 Tore. Wolf spielte noch zwei Jahre für den FC Gütersloh in der Oberliga Westfalen.